# Município de Troy (condado de Morrow, Ohio)
O município de Troy (em inglês: Troy Township) é um município localizado no condado de Morrow no estado estadounidense de Ohio. No ano de 2010 tinha uma população de 1.129 habitantes e uma densidade populacional de 29,66 pessoas por km².

## Geografia
O município de Troy encontra-se localizado nas coordenadas 40° 40′ 38″ N, 82° 39′ 17″ O. Segundo o Departamento do Censo dos Estados Unidos, o município tem uma superfície total de 38.06 km², da qual 37,07 km² correspondem a terra firme e (2,61 %) 0,99 km² é água.

## Demografia
Segundo o censo de 2010, tinha 1.129 habitantes residindo no município de Troy. A densidade populacional era de 29,66 hab./km². Dos 1.129 habitantes, o município de Troy estava composto pelo 97,61 % brancos, o 0,53 % eram afroamericanos, o 0,09 % eram amerindios, o 0,09 % eram asiáticos, o 0,53 % eram de outras raças e o 1,15 % eram de uma mistura de raças. Do total da população o 0,89 % eram hispanos ou latinos de qualquer raça.